# Welscheid
Welscheid (en luxemburguès: Welschent; en alemany:  Welscheid) és una vila de la comuna de Bourscheid situada al districte de Diekirch del cantó de Diekirch. Està a uns 31 km de distància de la ciutat de Luxemburg.